# 盧多戈里耶峰

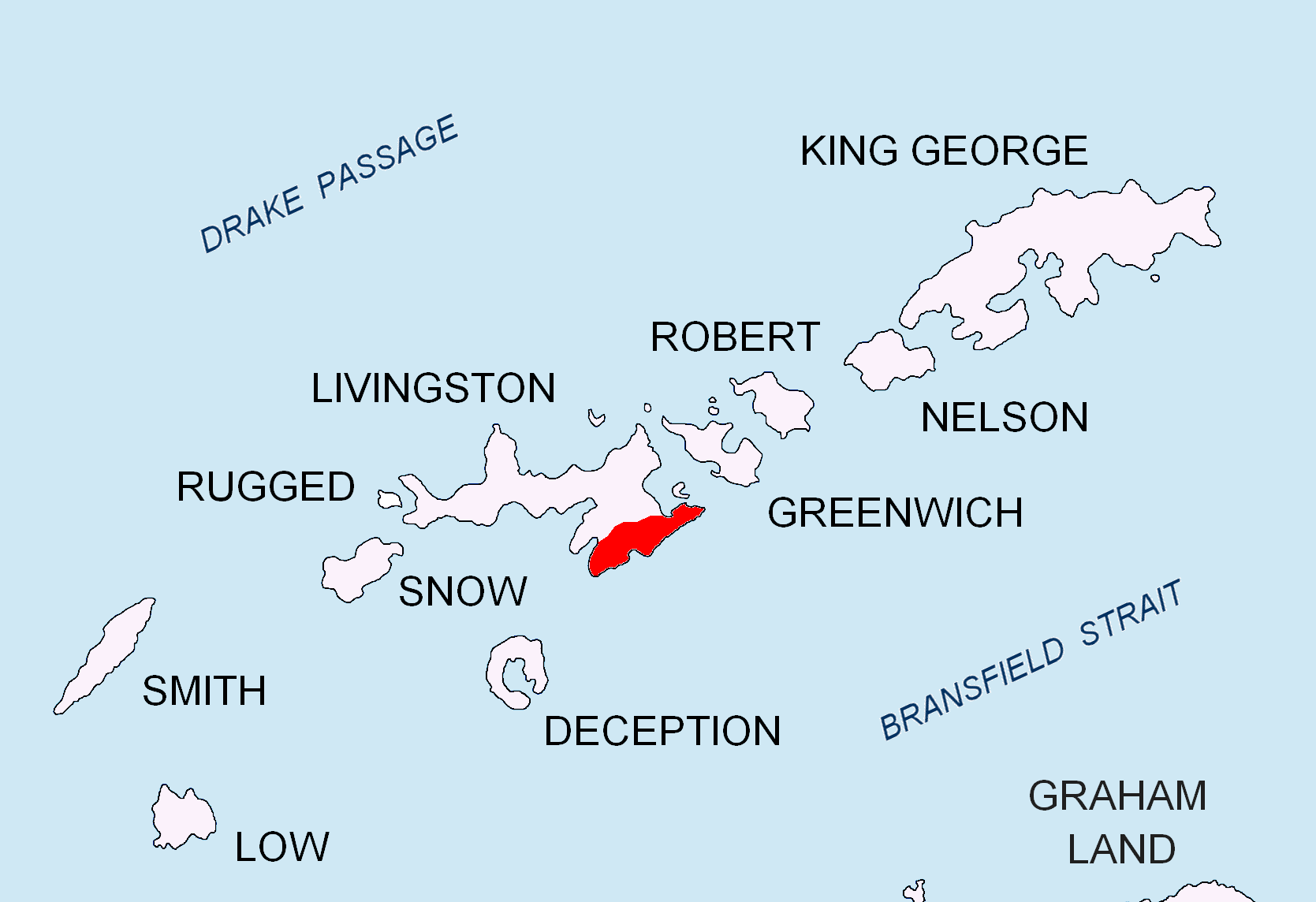

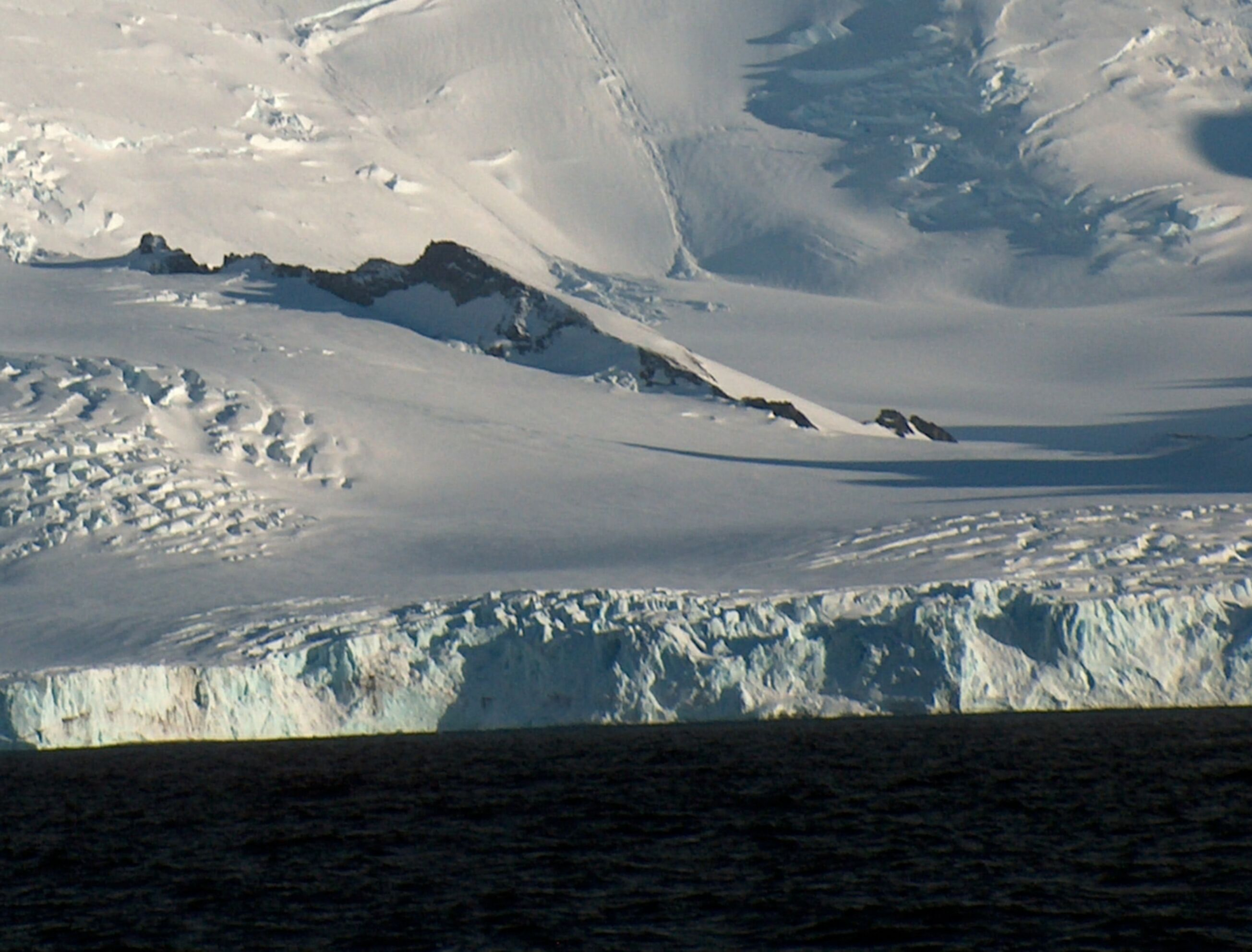

盧多戈里耶峰（英語：Ludogorie Peak）是南極洲的山峰，位於南設得蘭群島的利文斯頓島，屬於弗里斯蘭嶺的一部分，海拔高度350米，處於尼多峰西北面0.96公里和拉多米爾海穹東北面1.25公里。

## 外部連結
- SCAR Composite Gazetteer of Antarctica（页面存档备份，存于）

62°43′10.5″S 60°10′30″W / 62.719583°S 60.17500°W